# Exploding Kittens
Exploding Kittens är ett kortspel designat av Elan Lee, Shane Small, och Matthew Inman, den senare skapare av den tecknade serien The Oatmeal, som inspirerat till spelets design. Det har beskrivits som "Ett kortspel för de som gillar kattungar och explosioner och laserstrålar och emellanåt getter".
Spelet finansierades via Kickstarter, där det slog rekord för mest stödda projekt någonsin.
Samma spelskapare ligger även bakom spelen Throw throw burrito, Poetry for Neanderthals samt Happy Salmon.

## Spelet

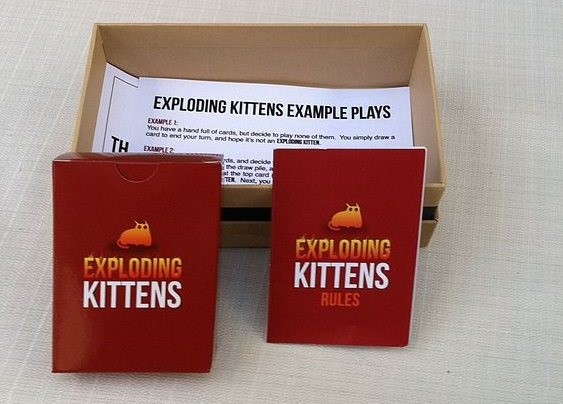
Exploding Kittens

Enligt skaparna är spelet "i princip rysk roulette; du drar kort tills du drar en exploderande kattunge, då du exploderar och förlorar".
Spelet tar dock principen ett steg längre, genom att lägga till kort som tillåter spelarna att "desarmera" kattungar (och således förebygga att förlora), titta på kommande kort i leken, hoppa över omgångar och på andra sätt förändra spelets gång.
Spelet finns i två versioner, den ena med åldersgräns 30+ då det innehåller extra spelkort som är "för hemska/fantastiska för att ha med i den barnvänliga versionen".

## Kickstarterdetaljer
Spelet var från början ett Kickstarterprojekt som efterfrågade 10,000 dollar genom crowdfunding, ett mål de överskred inom åtta minuter och den 27 januari 2015, sju dagar efter starten, passerade det 106,000 uppbackare och tog därmed rekordet för den mest stödda kampanj någonsin på sidan. Vid projektets slut 20 februari samma år hade 219,382 personer förbundit sig att betala sammanlagt 8,782,571 dollar.

### Prestationer
Den 3 februari 2015 tillkännagavs prestationer istället för stretchmål på grund av att spelets konstruktörer inte ville försena produktionen eller distributionen av spelet till uppbackarna. Vid projektets avslut hade 31 prestationer låsts upp. Detta innebär att kampanjens alla stretchmål kopplade till prestationerna är upplåsta, vilket gör att en uppgraderad förvaringsbox med plats för två kortlekar samt att en "mystisk, rolig, Kickstarter-exklusiv manick" nu medföljer varje kortlek.
| Namn                                                   | Avklarad | Datum            |
| ------------------------------------------------------ | -------- | ---------------- |
| 100% finansierad                                       | Ja       | 4 februari 2015  |
| 1000% finansierad                                      | Ja       | 4 februari 2015  |
| 10,000% finansierad                                    | Ja       | 4 februari 2015  |
| 100,000% finansierad                                   | Nej      | ...              |
| Skapa en Exploding Kittenssida på Wikipedia            | Ja       | 4 februari 2015  |
| 1,000 uppbackare                                       | Ja       | 4 februari 2015  |
| 10,000 uppbackare                                      | Ja       | 4 februari 2015  |
| 100,000 uppbackare                                     | Ja       | 4 februari 2015  |
| 150,000 uppbackare                                     | Ja       | 11 februari 2015 |
| Mest uppbackade kortspel någonsin                      | Ja       | 4 februari 2015  |
| Mest uppbackade spel någonsin                          | Ja       | 4 februari 2015  |
| Mest uppbackade kampanj någonsin                       | Ja       | 4 februari 2015  |
| Posta 25 bilder på verkliga Tacokatter                 | Ja       | 9 februari 2015  |
| Posta 25 bilder på Magiska Enchiladas                  | Ja       | 10 februari 2015 |
| 100 Twitterföljare                                     | Ja       | 4 februari 2015  |
| 1,000 Twitterföljare                                   | Ja       | 4 februari 2015  |
| 10,000 Twitterföljare                                  | Ja       | 4 februari 2015  |
| 50,000 Twitterföljare                                  | Ja       | 7 februari 2015  |
| 100,000 Twitterföljare                                 | Nej      | ...              |
| Posta 5 foton på Beväpnade Rygghår                     | Ja       | 9 februari 2015  |
| 100 Facebookgillningar                                 | Ja       | 4 februari 2015  |
| 1,000 Facebookgillningar                               | Ja       | 4 februari 2015  |
| 10,000 Facebookgillningar                              | Ja       | 4 februari 2015  |
| 100,000 Facebookgillningar                             | Ja       | 17 februari 2015 |
| Posta 25 selfies med getter                            | Ja       | 9 februari 2015  |
| Posta 25 bilder på Skäggkatter                         | Ja       | 6 februari 2015  |
| Posta 25 bilder på Potatiskatter                       | Ja       | 6 februari 2015  |
| Posta ett foto på 10 personer som bär kattöron         | Ja       | 6 februari 2015  |
| Posta ett foto på 50 personer som bär kattöron         | Ja       | 10 februari 2015 |
| Posta ett foto på 100 personer som bär kattöron        | Ja       | 16 februari 2015 |
| Posta fem Youtubevideor på sånger om Exploding Kittens | Ja       | 11 februari 2015 |
| Posta en bild på tio Batmän i en bubbelpool            | Ja       | 9 februari 2015  |
| Posta en bild på fem Spindelmän i en kajak             | Ja       | 9 februari 2015  |